# Troy Carter
Pour les articles homonymes, voir Carter.
Troy Anthony Carter, né le 26 octobre 1963 à La Nouvelle-Orléans (Louisiane), est un homme politique américain. Membre du Parti démocrate, il est élu à la Chambre des représentants des États-Unis depuis 2021.

## Biographie

### Jeunesse et débuts professionnels
Troy Carter est originaire de La Nouvelle-Orléans. Il y obtient son baccalauréat universitaire en 1986, à l'université Xavier de Louisiane.
Dans les années 1980, il travaille pendant trois ans comme lobbyiste pour le maire de La Nouvelle-Orléans Sidney Barthelemy,.

### Engagement politique en Louisiane

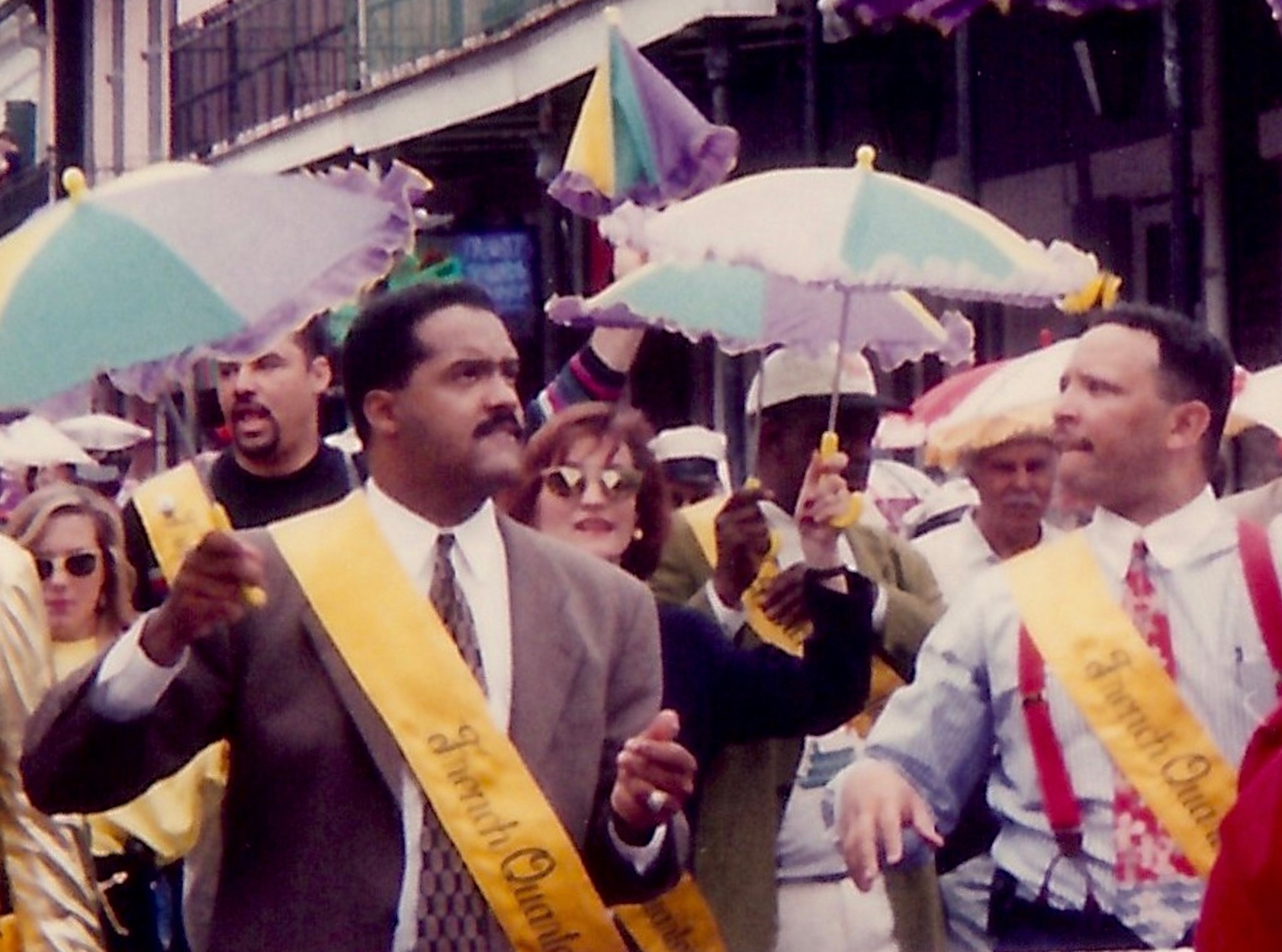
Troy Carter lors du festival du Vieux carré français en 1996.

En 1991, Troy Carter est élu à la Chambre des représentants de Louisiane, où il siège à partir de l'année suivante.
En 1994, il est élu au conseil municipal de La Nouvelle-Orléans dans le district C (qui comprend son quartier d'enfance, Algiers, et le Vieux carré français) face à la démocrate sortante Jackie Clarkson. Huit ans après son entrée au conseil municipal, il se présente pour devenir maire de la ville en 2002. Alors qu'il lève plus de fonds que ses concurrents, il ne termine qu'en cinquième position. Il quitte alors le conseil municipal et devient consultant.
En 2016, Troy Carter est élu au Sénat de Louisiane, succédant à David Heitmeier. Selon The Advocate, « il a poussé à maintes reprises des initiatives démocrates majeures qui ont échoué dans la chambre contrôlée par les républicains », notamment l'augmentation du salaire minimum et la protection des personnes LGBT. « Il a également présenté un certain nombre de petites mesures qui ont reçu l'appui de ses collègues et eu un impact sur la vie des gens », citant l'exemple de lois en faveur de la protection des animaux.

### Représentant des États-Unis
Troy Carter se présente à la Chambre des représentants des États-Unis en 2006 et 2008 mais termine en 5e place de l'élection générale (2006) et en 6e place de la primaire démocrate (2008). Il est alors candidat contre Bill Jefferson, représentant démocrate accusé de corruption.
En 2021, à la suite de la démission de Cedric Richmond, il est à nouveau candidat dans le 2e district de Louisiane, une circonscription majoritairement afro-américaine qui s'étend désormais de La Nouvelle-Orléans à Baton Rouge. Il se présente comme un candidat centriste, capable de travailler avec les républicains au sein de la législature de Louisiane, et arrive en tête du premier tour de l'élection avec 36 % des suffrages. Au second tour, il affronte une autre démocrate, la progressiste Karen Carter Peterson (23 %), qui reçoit le soutien du 3e homme du premier tour Gary Chambers. De son côté, Troy Carter est soutenu par le représentant sortant. Le 24 avril 2021, il est élu avec 56 % des voix. Il prête serment et prend ses fonctions le 11 mai suivant. Il est réélu le 8 novembre 2022 puis de nouveau le 5 novembre 2024. 